# Gregorio Weber
Gregorio Weber (Buenos Aires, 4 de julio de 1916-Urbana, Illinois, 18 de julio de 1997) fue un bioquímico argentino, que se nacionalizó estadounidense. Con sus trabajos sentó las bases de la moderna espectroscopia de fluorescencia y realizó importantes contribuciones a la química y la dinámica de las proteínas.

## Biografía
Estudió en la Universidad de Buenos Aires, donde en 1942 se graduó como Doctor en Medicina. Durante sus estudios trabajó como asistente de Bernardo Alberto Houssay, cuando en 1947 le orotgan el premio Nobel de Fisiología o Medicina. La nominación por Houssay la hizo el British Council Fellowship, permitiéndole a Weber un siguiente estudio en la Universidad de Cambridge en Inglaterra, donde trabajó en 1947 bajo Malcolm Dixon en el doctorado en bioquímica. Su obra principal fue el estudio de fluorescencia de flavinas y flavoproteínas, comenzando con instaurar la espectroscopia de fluorescencia como método cuantitativo en la bioquímica. Weber se mantuvo a principios de la década de 1950 en Cambridge y trabajó como investigador en el campo de la fluorescencia polarizada, inspirado en los trabajos del físico francés Francis Perrin.
En 1953, trabajó con Hans Adolf Krebs en la nueva Facultad de Bioquímica de la Universidad de Sheffield sentando allí las bases de la moderna espectroscopía de fluorescencia, tanto a través de la descripción teórica de la fluorescencia, así como el desarrollo de métodos de medición y de la técnica. Hasta principios de la década de 1960, estudió, entre otras cosas, con F.W. John Teale, con la fluorescencia intrínseca de proteínas, aminoácidos, y desarrolló un método para la absoluta determinación del rendimiento cuántico. En 1962, trabajó con Irwin Clyde Gunsalus en EE. UU. en la Universidad de Illinois en Urbana-Champaign, donde fue profesor de bioquímica. Weber participó hasta su deceso, en 1997, en la Universidad (a partir de 1986, profesor emérito) y, en 1971, tomó la nacionalidad estadounidense.
Además del cloruro de dansilo, que Weber ya durante su tiempo en Cambridge había sintetizado, también diseñó y sintetizó una amplia variedad de colorantes con quenching (fluorescencia) incluyendo IAEDANS o Laurdan. Weber mostró a través de la desactivación fluorescente utilizando oxígeno molecular, que difunde por la estructura de la proteína como rígida asumido, con movimientos rápidos de los dominios de la proteína en el rango de nanosegundos y por lo tanto abierto el campo de la investigacióna proteinadinámica. Con Richard D. Spencer desarrolló una de las fases de modulación de espectrometría de fluorescencia para la determinación de la vida de la fluorescencia, cuyo principio aún hoy en día, es de aplicación.

## Premios (Selección)
- 1969: Miembro de la American Academy of Arts and Sciences[6]
- 1971: Miembro de la National Academy of Exact Sciences of Argentina (Corresponding Member)[7]
- 1975: Miembro de la National Academy of Sciences[8]
- 1980: Rumford-Precio (American Academy of Arts and Sciences)
- 1983: Ciuo Award (University of Nebraska-Lincoln)[9]
- 1986: Repligen Corporation Award in the Chemistry of Biological Processes (American Chemical Society, ACS)[10]
- 1997: International Jablonski Award (Biofísico Society, Biological Fluorescencia Subgrupo)[11]

## Algunas publicaciones
- G. Weber: Polarization of the fluorescencia de macromolecules. 1. Teoría y método experimental. En: Biochemical Journal. Tomo 51, N.º 2, 1952, P. 145-155. PMC 1197814
- G. Weber: Polarization of the fluorescencia de macromolecules. 2. Polarization of the fluorescencia de etiquetado de proteínas molecules. En: Biochemical Journal. Tomo 51, N.º 2, 1952, P. 155-164. PMC 1197815
- G. Weber: Rotational Brownian Motion and Polarization of the Fluorescencia of Solutions. En: Avances en la Proteína de la Química. Volumen 8, 1953, P. 415-459, doi 10.1016/S0065-3233(08)60096-0.
- G. Weber, F. W. J. Teale: Ultraviolet de fluorescencia de aromatic amino acids. En: Biochemical Journal. Tomo 65, Núm. 3, 1957, P. 476-482. PMC 1199900
- G. Weber, F. W. J. Teale: Determination of the absolute quantum yield of fluorescente solutions. En: Transactions of the Faraday Sociedad. Tomo 53, 1957, P. 646-655, doi 10.1039/TF9575300646.
- G. Weber: Fluorescence-polarization spectrum and electronic-energy transfer en proteína. En: Biochemical Journal. Tomo 75, Núm. 2, 1960, P. 345-152. PMC 1204431
- R. D. Spencer, G. Weber: Measurement of subnanosecond de fluorescencia lifetimes with a cross-correlation fase fluorímetro. En: Annals of the New York Academy of Sciences. Tomo 158, 1969, P. 361-376, doi 10.1111/j.1749-6632.1969.tb56231.x.
- G. Weber, J. R. Lakowicz: Enfriamiento de la proteína de fluorescencia by oxígeno. Detection of structural fluctuations en proteína en the nanosecond time scale. En: Biochemistry. Volumen 12, N.º 21, 1973, P. 4171-4179, doi 10.1021/bi00745a021.
- G. Weber: la Teoría de la diferencial de fase fluorometry: Detección de anisotrópicas molecular de rotación. En: The Journal of Chemical Physics. Tomo 66, N.º 9, 1977, P 4081-4091, doi 10.1063/1.434481.
- G. Weber: Las Interacciones De La Proteína. Springer, 1992, ISBN 0-412-03031-4.

## Literatura
- David M. Jameson: Gregorio Weber, 1916-1997: A Fluorescent Lifetime. En: Biofísico Diario. Tomo 75, 1998, P. 419-421.
- David M. Jameson: The Seminal Contributions of Gregorio Weber to Moderno de la Espectroscopia de Fluorescencia. En: B. Valeur, J.-C. Brochon (ed.) Nuevas Tendencias en la Espectroscopia de Fluorescencia. Tomo 1, Springer, 2001, ISBN 3-540-67779-8, ISBN 978-3-642-56853-4, P. 35-58.